# Maria Łańcucka-Środoń
Maria Łańcucka-Środoń, Maria Łańcucka-Środoniowa (ur. 9 czerwca 1913 w Krakowie, zm. 21 marca 1995 tamże) – polska uczona, paleobotaniczka specjalizująca się w badaniu flor kopalnych trzeciorzędu. Profesorka Instytutu Botaniki im. Władysława Szafera Polskiej Akademii Nauk, członkini redakcji czasopisma naukowego Acta Palaeobotanica. Autorka ilustracji i map do wielu opracowań własnych i publikacji innych botaników.

## Życiorys
Urodziła się 9 czerwca 1913 roku w Krakowie jako córka Karoliny, z domu Sadowskiej (zm. 1940) i Stanisława Łańcuckiego, urzędnika bankowego (zm. 1949). Od 1919 przez rok uczęszczała do szkoły powszechnej w Krakowie, przez kolejne dwa lata do szkoły przy Prywatnym Seminarium Żeńskim im. S. Münnichowej w Krakowie, by klasę czwartą zaliczyć w XIII Szkole Powszechnej im. A. Mickiewicza w Krakowie. W latach 1923–1931 uczęszczała do Państwowego Gimnazjum Żeńskiego im. Królowej Wandy w Krakowie, w którym w 1931 zdała maturę. 
W tym samym roku rozpoczęła studia na Wydziale Filozoficznym Uniwersytetu Jagiellońskiego studiując botanikę i jako przedmiot dodatkowy geografię. Równocześnie, w latach 1932–1933 odbyła kursy wieczorowe w Szkole Malarstwa i Rysunku A. Terleckiego w Krakowie. Dyplom ukończenia studiów na UJ i tytuł magistra filozofii z zakresu botaniki uzyskała 21 stycznia 1938 r. na podstawie pracy pt. „Badania biometryczne nad zmiennością kwiatów pręcikowych buka w Polsce”, wykonanej pod kierunkiem prof. Władysława Szafera. W ramach studiów ukończyła Studium Pedagogiczne z zakresu botaniki i zoologii.
Od 1936 roku pracowała w Instytucie Botanicznym UJ, początkowo jako wolontariuszka, a w latach 1938–1939 jako stypendystka Funduszu Kultury Narodowej im. Józefa Piłsudskiego. Stypendium uzyskała na prowadzenie badań naukowych w zakresie systematyki i geografii roślin. Kolejne stypendium otrzymała w 1939 roku od Ministerstwa Wyznań Religijnych i Oświecenia Publicznego na pracę w Państwowej Radzie Ochrony Przyrody w Krakowie. Korzystała z niego do wybuchu II wojny światowej. Podczas okupacji niemieckiej w latach 1941–1945 pracowała jako urzędniczka w Biurze Ochrony Przyrody w Krakowie, chroniąc cenne zbiory, a po zakończeniu wojny do 1948 roku w biurze Delegata Ministra Oświaty do spraw Ochrony Przyrody w Krakowie.
W dniu 21 kwietnia 1946 w kościele św. Anny w Wieprzu poślubiła Andrzeja Środonia. Mieli dwoje dzieci, syna Jana Środonia, profesora nauk o Ziemi i córkę Ewę Demianowską, geografkę.
W 1949 roku wróciła na Uniwersytet Jagielloński, gdzie do 1961 roku pracowała jako pracownik naukowy i kustosz w Katedrze Systematyki i Geografii Roślin i Muzeum Paleobotanicznym. Równocześnie przez cały rok 1950 współpracowała z Państwowym Instytutem Geologicznym w Warszawie, którego Pracownia Paleobotaniki Czwartorzędu działała przy UJ. Stopień doktora w zakresie botaniki uzyskała w 1951 r. na Wydziale Matematyczno-Przyrodniczym UJ, na podstawie rozprawy pt. „Dziewanna wełnista w Polsce (Veratrum lanatum Schrad.)”, wykonanej pod kierunkiem profesora Szafera. Od 1953 roku podjęła pracę w Zakładzie Botaniki PAN (później Instytucie), od 1 października 1953 na stanowisku adiunkta, pozostając w nim do końca kariery zawodowej.
W 1966 roku Rada Wydziału Biologii i Nauk o Ziemi UJ nadała jej stopień naukowy docenta w zakresie paleobotaniki na podstawie rozprawy habilitacyjnej „Flora tortońska Zatoki Gdowskiej”, co zostało następnie potwierdzone przez Ministra Oświaty i Szkolnictwa Wyższego. W 1983 uchwałą Rady Państwa powołano ją na stanowisko profesora nadzwyczajnego w Instytucie Botaniki PAN. W tym samym roku przeszła na emeryturę, ale kontynuowała pracę naukową.
Zmarła 21 marca 1995 roku w Krakowie. Pochowana została 23 marca 1995 na cmentarzu Rakowickim.

## Działalność naukowa
Początkowo skupiona na florystyce, po zakończeniu pracy nad doktoratem zwróciła się ku paleobotanice, która stała się głównym obszarem jej zainteresowań naukowych. Prowadziła badania w zakresie paleokarpologii trzeciorzędu, których wyniki opublikowała w dwóch ważnych dla poznania neogenu Polski monografiach o kopalnych owocach i nasionach pozyskanych z głębokich wierceń geologicznych. Po raz pierwszy w historii badań paleobotanicznych w Polsce badano tak pozyskany, trudny do analizy i interpretacji materiał. Pierwsza monografia stanowi opracowanie mioceńskiej flory „Zatoki Gdowskiej” (1966). Zawiera opisy i własnoręcznie wykonane ilustracje 92 taksonów roślin kopalnych. Druga monografia dotyczy mioceńskich osadów Kotliny Sądeckiej (1979). Pochodzące z nich okazy należące do 110 taksonów zostały oznaczone, opisane i zilustrowane, wraz z określeniem ich wieku oraz związków z florą współczesną. W opisach uwzględniała także inne szczątki znalezione w badanym materiale, takie jak koprolity gąsienic motyli, kokony owadów, korzonki czy grzyby (1966, 1979, 1992).
Łącząc wiedzę o roślinach współczesnych i kopalnych oraz z zakresu taksonomii odkryła i opisała wiele nowych dla nauki taksonów kopalnych: Weigela oraviensis, Weigela szaferi, Hydrangea polonica, Schefflera dorofeevii, Acorellus distachyoformis, Campanula palaeopyramidalis, Gratiola tertiaria, Carex elongatoides, Carex flavaeformis, Carex globosaeformis, Carex plicata, Carex pseudocyperoides, Carex strigosoides, Rubus semirotundatus, Vaccinium minutulum, Andromeda carpatica, Clethra frisii, Trichophorum silesiacum. 
Ponadto, po raz pierwszy wyróżniła w trzeciorzędzie europejskim owoce współczesnego rodzaju Hemiptelea, należącego do rodziny Ulmaceae (1967). Do jej największych odkryć należy znalezienie i opisanie po raz pierwszy w świecie, i jak dotychczas jedyny, kopalnych szczątków roślin z rodzaju Arceuthobium. Zarówno w trzeciorzędzie jak i obecnie są to pasożyty roślin iglastych. Na podstawie materiału kopalnego prześledziła i udokumentowała poszczególne fazy infekcji i rozwoju pasożyta, jego pędy, kwiaty męskie i żeńskie oraz owoce. W oparciu o te wyniki opisała dwa nowe dla nauki gatunki kopalne: Arceuthobium oxycedroides i Arceuthobium tertiaerum. Prowadziła analizę paleokarpologiczną i paleosiedliskową flory Dolnego Śląska z górnego pliocenu (1984) oraz pionierskie badania paleokarpologiczne mioceńskich węgli brunatnych pochodzących z kopalni „Bełchatów” (1990). Przeprowadziła datowanie i analizę najmłodszej trzeciorzędowej flory Europy (1992, 1993) oraz rewizję flory mioceńskiej Wieliczki, wykonując przy tym odręczne rysunki wielu szczątków kopalnych owoców i nasion. Jej monografie o florach karpologicznych trzeciorzędu weszły na trwałe do światowej literatury naukowej. 
Przy naukowej nazwie taksonu jej autorstwa umieszczany jest skrót nazwiska Lańc.-Środ. W nazwie Weigela szaferi Lańc.-Środ. upamiętniła profesora Władysława Szafera. Jej imieniem nazwane zostały trzy taksony kopalnych roślin (oznaczonych na podstawie owoców i nasion): Comptonia srodoniowae Friis 1979, Weigela srodoniowae Friis 1985 i Carex marii-srodoniowii Negru 1986. 
Do wypromowanych przez nią naukowców należy Anna Hummel z Muzeum Ziemi PAN w Warszawie oraz Ewa Zastawniak z Instytutu Botaniki im. Władysława Szafera PAN.
Przez lata była kustoszem zbiorów Muzeum Paleobotanicznego UJ i PAN, a później opiekowała się zbiorami paleobotanicznymi Instytutu Botaniki PAN. Po doktoracie nieprzerwanie asystowała badaniom paleobotanicznym profesora Władysława Szafera, porządkując bogate materiały z flor trzeciorzędowych Polski. Początkowo większość czasu poświęcała zbiorom muzealnym oraz popularyzacji botaniki i paleobotaniki poprzez wykonywanie ilustracji rysunkowych i malarskich. Współpracowała z Muzeum Żup Solnych w Wieliczce, dla którego w latach 60. XX wieku opracowała scenariusz wystawowy działu paleobotaniki oraz 24 zestawy flory mioceńskiej pochodzące ze złoża solnego, wzbogacone później o okazy drzew i krzewów znalezione w miocenie w okolicach Wieliczki. Zaprojektowała także dział paleobotaniczny dla Muzeum Pienińskiego Parku Narodowego w Krościenku.

## Działalność ilustratorska
Była znakomitą ilustratorką swoich publikacji, a także autorką ilustracji do wielu prac innych botaników, w tym prof. Władysława Szafera, czy swego męża, Andrzeja Środonia. Jej prace znalazły się m.in. w pozycjach: „Życie kwiatów” (W. Szafer 1939), „Ptaki i rośliny chronione w Polsce” (W. Szafer, B. Dyakowski 1938), „Tajemnice kwiatów” (W. Szafer 1946), „Drzewa i krzewy. Ilustrowany klucz do oznaczania drzew i krzewów krajowych oraz częściej hodowanych w Polsce” (W. Szafer 1949), „Flory plejstoceńskie z Tarzymiechów nad Wieprzem” (A. Środoń 1954), wydanie pierwsze „Szaty roślinnej Polski” (red. W. Szafer 1959) oraz we współpracy z J. Guzikiem wydanie drugie i trzecie „Szaty roślinnej Polski” (red. W. Szafer, K. Zarzycki wyd. II 1972, wyd. III 1977) i „Zarys paleobotaniki” (W. Szafer, M. Kostyniuk 1959). 
Oprócz tego przygotowała do druku szereg map, w tym „Geobotaniczny podział Polski” do trzech pierwszych wydań opracowania „Szata roślinna Polski”, mapy do „Atlasu Polski” („Zasięgi geograficzne drzew oraz ważniejszych krzewów i krzewinek w Polsce”, „Krainy geobotaniczne i zasięgi drzew leśnych”, „Flora i roślinność Polski”).
Na potrzeby edukacji szkolnej opracowała w 1954 roku mapę „Strefy roślinności na kuli ziemskiej w zależności od klimatu”, pod redakcją naukową Władysława Szafera. Mapa ta służyła celom dydaktycznym jeszcze w XXI wieku.

## Członkostwo
Od 1946 roku była członkinią Polskiego Towarzystwa Botanicznego i przez kilkanaście lat pełniła w nim funkcję sekretarza Sekcji Paleobotanicznej. Od 1949 należała do Związku Nauczycielstwa Polskiego, a od 1950 do Ligi Ochrony Przyrody. W okresie od 28 kwietnia 1967 do 31 grudnia 1993 była członkinią Rady Naukowej Instytutu Botaniki PAN, przez wiele lat pozostając jej sekretarzem. W latach 1972–1995 należała do zespołu redakcyjnego czasopisma naukowego Acta Palaeobotanica.

## Nagrody i odznaczenia
Czterokrotna laureatka nagrody naukowej Wydziału II Nauk Biologicznych Polskiej Akademii Nauk (1955, 1958, 1966 i 1981 r.). W dniu 7 października 1986 otrzymała pamiątkowy medal z okazji 100-lecia urodzin prof. Władysława Szafera.

## Wybrane publikacje
Opublikowała około 32 prace naukowe, z których za najważniejsze uważane są:
- Maria Łańcucka-Środoniowa, Tortonian flora from the „Gdów Bay” in the south of Poland, „Acta Palaeobotanica”, 7 (1), 1966, s. 1–135.
- Maria Łańcucka-Środoniowa, Two new genera: Hemiptelea Planch. and Weigela Thunb. in the younger Tertiary of Poland, „Acta Palaeobotanica”, 8 (3), 1967, s. 3–19.
- Maria Łańcucka-Środoniowa, Hydrangea L. (Saxifragaceae) and Scheffl era Forst. (Araliaceae) in the Tertiary of Poland, „Acta Palaeobotanica”, 16 (2), 1975, s. 103–112.
- Maria Łańcucka-Środoniowa, New herbs described from the Tertiary of Poland, „Acta Palaeobotanica”, 18 (1), 1977, s. 37–44.
- Maria Łańcucka-Środoniowa, Macroscopic plant remains from the freshwater Miocene of the Nowy Sącz Basin, West Carpathians, Poland, „Acta Palaeobotanica”, 20 (1), 1979, s. 3–117.
- Maria Łańcucka-Środoniowa, A. Jahn, A. Sadowska, Stanowisko utworów plioceńskich w Kotlinie Kłodzkiej, „Geologia Sudetica”, 18 (2), 1984, s. 7–43.
- Maria Łańcucka-Środoniowa i inni, Wyniki dotychczasowych badań paleobotanicznych trzeciorzędowych węgli brunatnych złoża „Bełchatów”, „Acta Palaeobotanica”, 30 (1, 2), 1990, s. 259–305.
- Maria Łańcucka-Środoniowa i inni, The younger Tertiary deposits in the Gozdnica region (SW Poland) in the light of the recent palaeobotanical research, „Polish Botanical Studies”, 3, 1992, s. 1–129.
- Maria Łańcucka-Środoniowa, E. Zastawniak, A supplementary note to the Upper Miocene flora of Gozdnica (Lower Silesia, SW Poland), „Acta Palaeobotanica”, 33 (2), 1993, s. 17–43.
- Maria Łańcucka-Środoniowa, E. Zastawniak, The Middle-Miocene flora of Wieliczka – revision of J. Zabłocki's collection, „Acta Palaeobotanica”, 37 (1), 1997, s. 17–49.